# Вандув (Люблінське воєводство)
Вандув (пол. Wandów) — село в Польщі, у гміні Воля-Мисловська Луківського повіту Люблінського воєводства.
Населення — 234 особи (2021).
У 1975—1998 роках село належало до Седлецького воєводства.

## Демографія
Демографічна структура станом на 31 березня 2011 року:
|          | Загалом | Допрацездатний вік | Працездатний вік | Постпрацездатний вік |
| -------- | ------- | ------------------ | ---------------- | -------------------- |
| Чоловіки | 122     | 29                 | 86               | 7                    |
| Жінки    | 102     | 17                 | 59               | 26                   |
| Разом    | 224     | 46                 | 145              | 33                   |